# Elisabetta Sirani
Elisabetta Sirani (Bolonya, 8 de gener de 1638 - 28 d'agost de 1665) va ser una pintora italiana d'estil barroc i una dels últims representants de la brillant escola bolonyesa del segle xvii. Va ser una de les primeres dones pintores de projecció internacional, però la seva prematura mort amb 27 anys va truncar una carrera que va poder haver evolucionat cap al barroc decoratiu que va abanderar Luca Giordano.

## Biografia

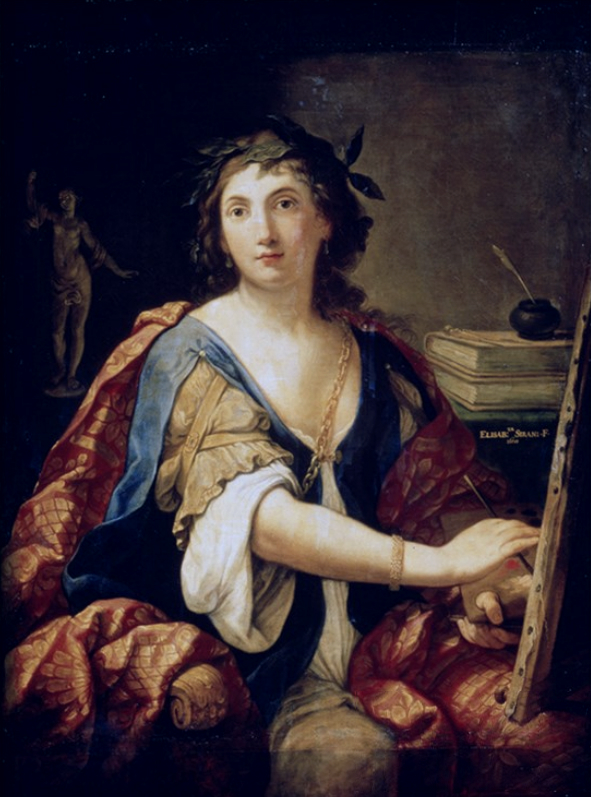
Autoretrat. Museu Puixkin, Moscou

Filla de Giovanni Andrea Sirani, principal ajudant de Guido Reni, amb prou feines hi ha dades sobre la seva formació artística. Se suposa que, per la seva condició de dona, Elisabetta no va poder accedir a una acadèmia i va haver d'aprendre únicament en el taller patern. La seva escassa destresa en el dibuix anatòmic s'explicaria perquè no se li va permetre dibuixar nus amb models vius.
Sirani es va iniciar en la pintura cap a 1650, amb el suport del seu futur biògraf, el comte Carlo Cesare Malvasia, crític influent. Una de les seves primeres obres va ser el Sant Jeroni al desert, de la Pinacoteca Nacional de Bolonya. Ja el 1657, amb 19 anys, es va fer pintora professional, i més endavant va arribar a gestionar el taller familiar. Quan el seu pare va quedar invàlid per la gota, ella va haver de mantenir la família amb el seu art, i es creu que la necessitat econòmica la va forçar a treballar amb singular rapidesa.
Prolífica, modesta en el tracte i de reconeguda bellesa, Sirani va aconseguir un renom primerenc a Europa. La seva especialitat van ser les pintures religioses, de la Verge amb el Nen i la Sagrada Família, que produïa veloçment però amb un bon acabat. El seu taller va ser visitat per col·leccionistes i curiosos arribats des de lluny, i entre els seus clients es trobava el gran duc Cosme III de Mèdici.
La mort d'Elisabetta Sirani va estar embolicada en controvèrsia, davant les sospites que fos enverinada per una criada, tot i que aquesta va ser absolta de les acusacions i una autòpsia va revelar que la pintora havia sofert diverses úlceres d'estómac. Hi va haver qui va culpar d'això el seu pare, per haver-la sobrecarregat de treball.
El seu funeral, que va incloure música i intervencions poètiques, el va presidir la seva efígie esculpida a mida natural, disposada sobre un gran cadafal.
Actualment, les restes d'Elisabetta i el seu mestre, Guido Reni, reposen juntes, a la basílica de Sant Domenico de Bolonya.

## Obra
Encara que la seva prematura mort, l'agost de 1665, va limitar la seva carrera a tot just una dècada, Sirani va deixar una producció sorprenentment àmplia: 200 pintures, 15 gravats i centenars de dibuixos; es convertí en un artista extremadament prolífica, especialment tenint en compte la seva primerenca mort. D'aquests centenars de dibuixos, una quarta part se'n relaciona amb pintures o gravats coneguts realitzats per Sirani. Sirani va guardar a partir de 1655 una llista minuciosa i registres de les seves pintures i de qui les havia encarregat, que es troba registrada en la biografia de Malvasia i moltes de les seves pintures estan signades. Sirani signava les seves pintures quan els seus homòlegs no ho feien, això podria ser perquè no volia que la seva feina es confongués amb el treball del seu pare; la seva signatura també oferia una manera de demostrar encara més la seva creativitat, que, segons Vasari, la va distingir d'altres artistes italians.

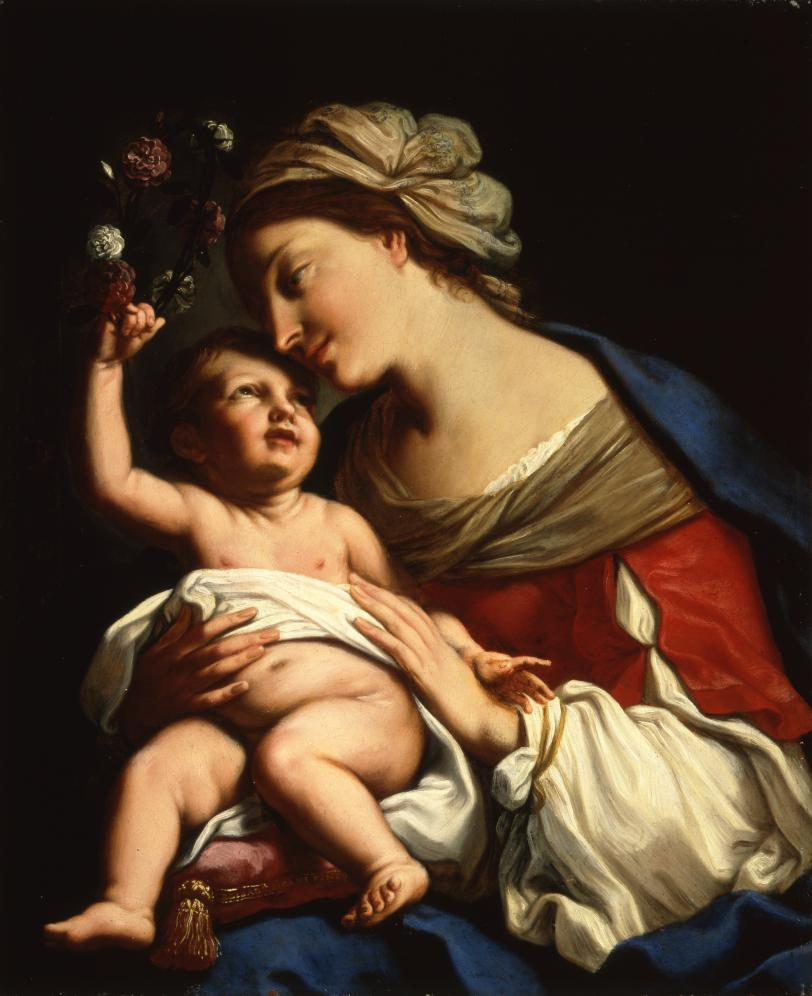
Verge amb el nen (1663)

L'extraordinari prodigi de Sirani va ser el producte de la rapidesa amb què va pintar, va pintar tantes obres que molts van dubtar que les pintés totes ella mateixa. Es va pensar en una participació massiva d'ajudants, ja que les seves germanes Bàrbara i Anna Maria eren també pintores i va tenir per deixebles més de dotze dones, que van arribar a exercir professionalment. L'artista va haver de fer demostracions públiques en resposta als que qüestionaven l'autoria dels seus quadres i, per refutar aquests càrrecs, va convidar els seus acusadors el 13 de maig de 1664 a veure-la pintant un retrat en una sola sessió.

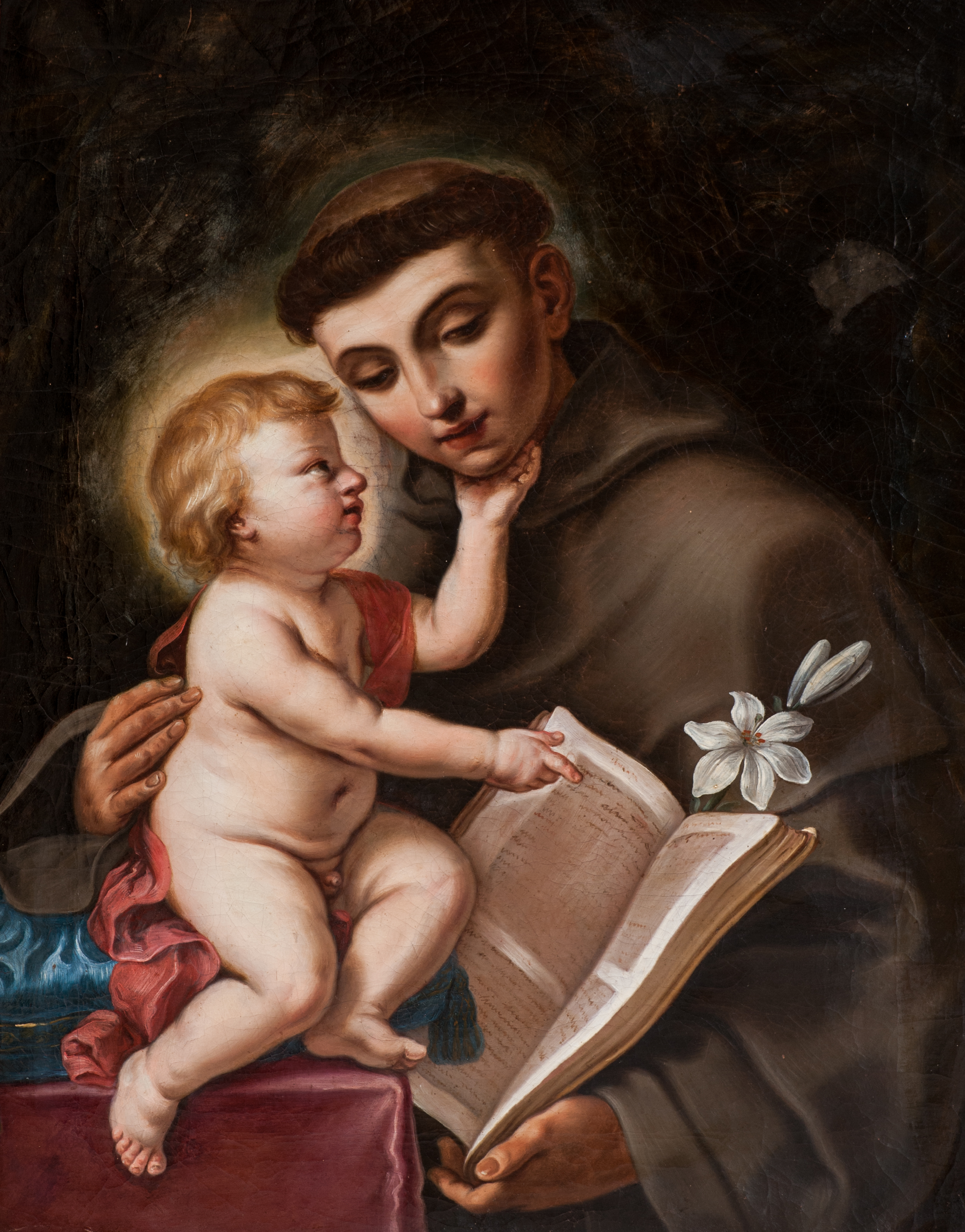
Nen Jesús i St. Antoni de Pàdua

En els seus dibuixos a llapis i tinta, Sirani introduïa forts contrastos de llums. Exemple d'això és la seva Caín matant Abel, del castell de Windsor. En les seves pintures, però, Sirani va ser menys personal i va suavitzar el clarobscur amb ombres torrades, més d'acord amb l'escola bolonyesa. En general, les seves composicions són de format mitjà i simples pel que fa a disseny, i mantenen un to agradable i decoratiu d'indubtable atractiu comercial.
La presència de Sirani en col·leccions espanyoles sembla reduir-se a un parell de pintures, La Verge i Àngel de l'Anunciació, repartida entre el palau de Monterrey de Salamanca i el palau de Llíria de Madrid (tots dos, propietat de la casa d'Alba).

## Obres destacades

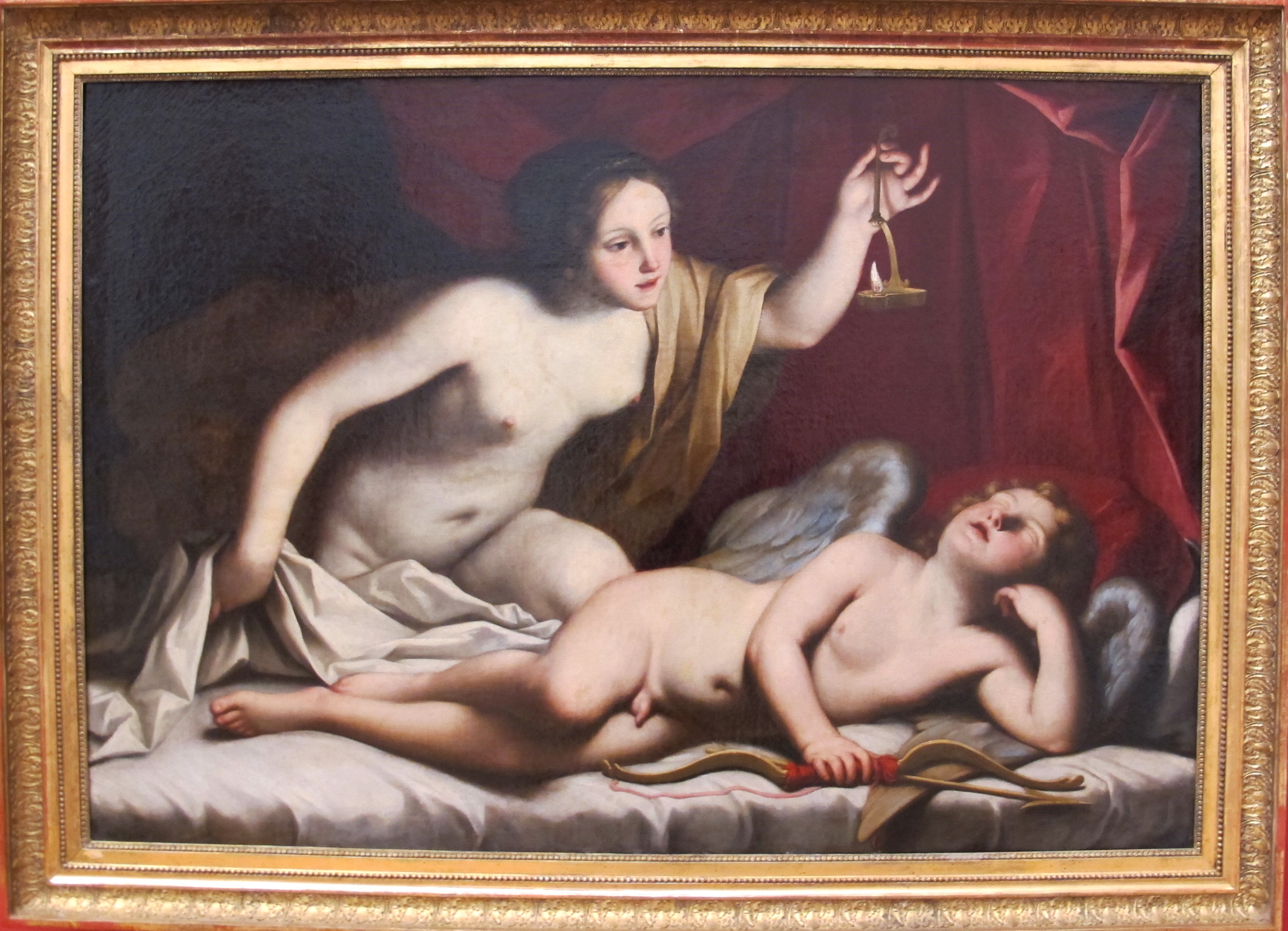
Amore e psiche

- Porcia ferida a la cama (Fundació Miles, Houston, EUA)
- Autoretrat (1658, Museu Puixkin de Moscou)
- Judith amb el cap d'Holofernes (1658, Lakeview Museum of Arts and Science, Peoria)
- Al·legoria de la Música (1659, Wallraf-Richartz Museum, Colònia)
- Cupido dorment (1660, Uffizi, Florència), atribució dubtosa
- Retrat de Beatrice Cenci (1662, Galleria Nazionale d'Arte Antica, Roma)
- Sant Antoni de Pàdua adorant el nen Jesús (1662, Pinacoteca Nacional de Bolonya)
- Verge amb el nen (1663, National Museum of Women in the Arts, Washington)
- Judith amb el cap d'Holofernes (Museu Walters de Baltimore, EUA)
- Cleòpatra (Institut Flint d'Arts, Flint, Michigan, EUA)
- Verge amb el nen (Quadreria dei Girolamini, Nàpols)
- Melpómene, musa de la Tragèdia (National Museum of Women in the Arts, Washington)
- Sant Joan Baptista jove (Museu Soumaya, Ciutat de Mèxic)

## Llegat
És una de les dones representades en el treball artístic The Dinner Party, de Judy Chicago, que inclou 999 noms de dones notables de la història.